# Hal M. Hornburg

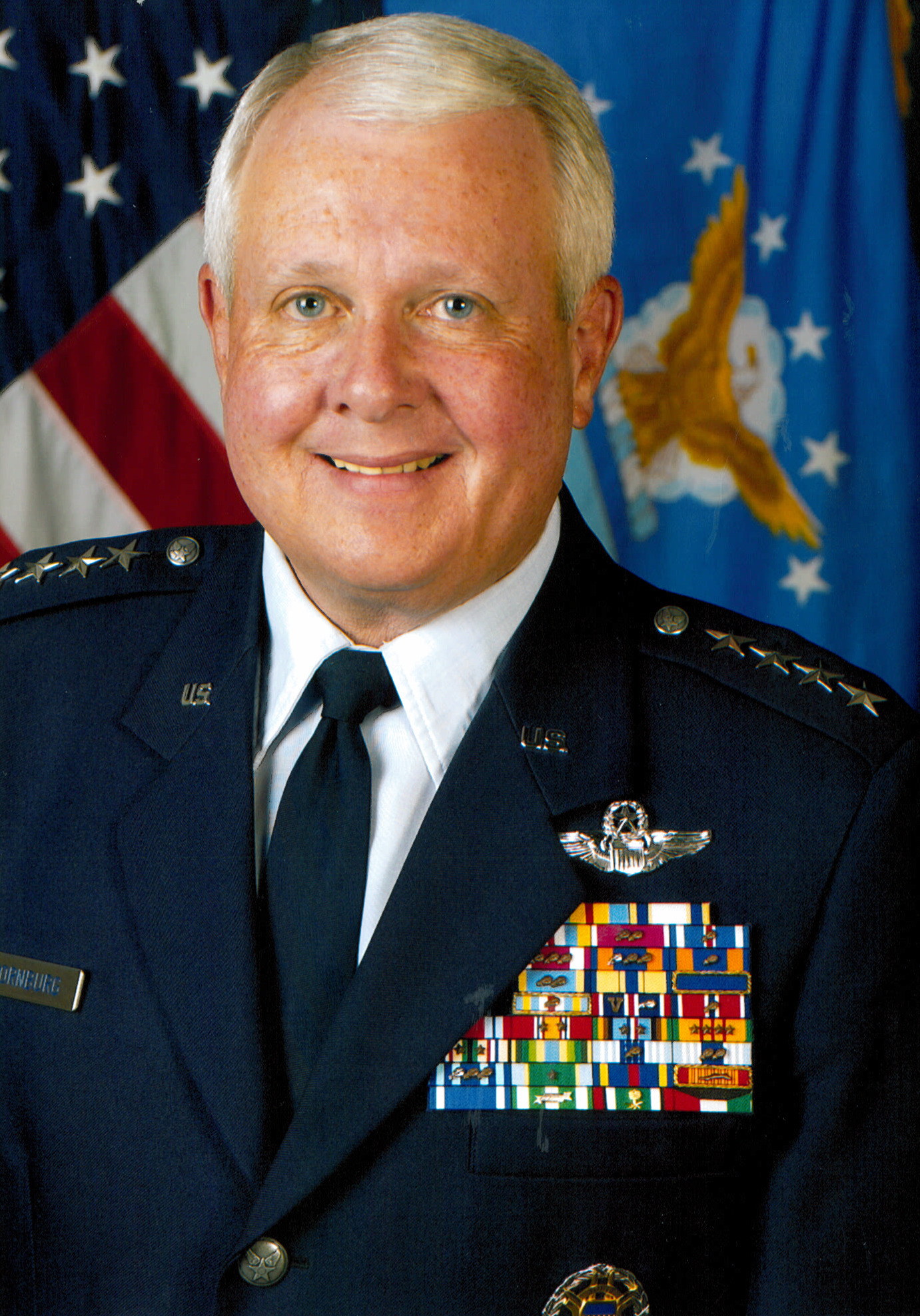
Hal M. Hornburg

Hal M. Hornburg (* 7. Dezember 1945 in Corsicana, Navarro County, Texas) ist ein pensionierter General der United States Air Force. Er war unter anderem Kommandeur des Air Combat Commands.
Über das ROTC-Programm der Texas A&M University gelangte er im Jahr 1968 in das Offizierskorps des United States Air Force. In dieser durchlief er anschließend alle Offiziersränge vom Leutnant bis zum Vier-Sterne-General.
Im Lauf seiner militärischen Karriere absolvierte er verschiedene Kurse und Schulungen. Dazu gehörten unter anderem eine Ausbildung zum Kampfpiloten und weitere Fortbildungskurse als Pilot neuer Flugzeugtypen, die Squadron Officer School auf der Maxwell Air Force Base in Alabama, das Air Command and Staff College, das sich ebenfalls auf der Maxwell AFB befindet, das National War College in Fort Lesley J. McNair in Washington, D.C. und das Seminar XXI, Foreign Political and International Relations am Massachusetts Institute of Technology (MIT). Außerdem erhielt er akademische Grade von der University of Utah und der Harvard University.
In seinen frühen Jahren als Offizier der Luftwaffe war er an verschiedenen Stützpunkten in den Vereinigten Staaten stationiert. Dabei war er als Pilot, Flugausbilder oder Stabsoffizier bei unterschiedlichen Einheiten tätig. Dazwischen absolvierte er die erwähnten Schulungen. Zwischen Oktober 1969 und September 1970 war er im Vietnamkrieg eingesetzt. Weitere Auslandseinsätze führten ihn zwischen September 1975 und Januar 1977 zur Royal Air Force Base Lakenheat in England und danach bis September 1978 auf die Ramstein Air Base in Deutschland. An beiden Standorten war er als Militärpilot tätig. Ab Juli 1977 war er auf der Ramstein Air Base Stabsoffizier beim Hauptquartier der United States Air Forces in Europe.
Nach seinem Studium am National War College war Hal Hornburg als Oberst zwischen Juli 1986 und Januar 1987 Abteilungsleiter in der Stabsabteilung für Operationen und Planungen im Hauptquartier der Luftwaffe. Danach leitete er bis zum Juli 1987 die für die Verbindung mit dem Senat zuständige Abteilung beim Secretary of the Air Force. Daran schloss sich eine Versetzung zur Randolph Air Force Base in Texas an. Dort war er zwischen Juli 1987 und März 1989 Stabsoffizier im Hauptquartier der militärischen Personalverwaltung der Air Force. Auf der Langley Air Force Base in Virginia war Hal Hornburg dann zwischen März 1989 und April 1990 stellvertretender Kommandeur des 1. Taktischen Kampfgeschwaders (1st Tactical Fighter Wing).
Anschließend wurde er zur Seymour Johnson Air Force Base in North Carolina versetzt, wo er das Kommando über das 4. Geschwader (4th Wing) erhielt. Dieses Kommando bekleidete er zwischen April 1990 und August 1992. Zwischenzeitlich wurde er mit seiner Einheit in den Nahen Osten verlegt, mit der er am Zweiten Golfkrieg teilnahm. Danach kehrte er zum Hauptquartier der Air Force zurück, wo er ab August 1992 bis Juli 1993 Abteilungsleiter in der Stabsabteilung für Operationen und Planungen war. Es folgte eine Versetzung zur Stabsabteilung J7 bei den Joint Chiefs of Staff, der er bis zum November 1994 angehörte. Es folgte eine weitere Versetzung nach Vicenza in Italien. Dort gehörte er bis zum September 1996 dem Stab der 16. Luftflotte (Sixteenth Air Force) und des Combined Air Operations Centers der NATO an.
Nach seiner Rückkehr in die Vereinigten Staaten leitete Hornburg zwischen September 1996 und Mai 1998 in Fort Monroe in Virginia das Joint Warfighting Center. Anschließend erhielt er auf der Shaw Air Force Base in South Carolina das Kommando über die 9. Luftflotte (Ninth Air Force) was gleichbedeutend mit dem Kommando über die Luftstreitkräfte des United States Central Commands war. Zwischen Januar und Juni 2000 war Hornburg stellvertretender Kommandeur des Air Combat Commands (ACC) auf der Langley AFB in Virginia.
Danach wurde er Kommandeur des Air Education and Training Commands auf der Randolph Air Force Base in Texas. Dieses Amt bekleidete er zwischen dem 22. Juni 2000 und dem 10. November 2001. Es folgte eine Rückkehr zur Langley Air Force Base. Dort übernahm Hal Hornburg am 14. November 2001 das Kommando über das Air Combat Command. Damit kommandierte er auch die Luftstreitkräfte des United States Joint Forces Commands. Er behielt diese Kommandos bis zum 17. November 2004. Am 1. Januar 2005 schied er aus dem aktiven Militärdienst aus.
Während seiner aktiven Zeit als Militärpilot absolvierte Hal Hornburg über 4400 Flugstunden auf verschiedenen Flugzeugtypen.
Nach seiner Pensionierung war er einer der Direktoren der Armed Forces Benefit Association, einer einst von General Dwight D. Eisenhower gegründeten Versicherungsgesellschaft für Militärangehörige. Zudem ist er unter anderem als Berater verschiedener Firmen tätig.

## Daten der Beförderungen
| Abzeichen | Rang               | Jahr               |
| --------- | ------------------ | ------------------ |
|           | Second Lieutenant  | 24. Mai 1968       |
|           | First Lieutenant   | 1. Januar 1970     |
|           | Captain            | 1. Juli 1971       |
|           | Major              | 1. September 1979  |
|           | Lieutenant Colonel | 1. Dezember 1982   |
|           | Colonel            | 1. Dezember 1985   |
|           | Brigadier General  | 1. August 1992     |
|           | Major General      | 20. September 1994 |
|           | Lieutenant General | 1. Juli 1998       |
|           | General            | 1. August 2000     |

## Orden und Auszeichnungen
Hal Hornburg erhielt im Lauf seiner militärischen Laufbahn unter anderem folgende Auszeichnungen:
- Defense Distinguished Service Medal
- Air Force Distinguished Service Medal
- Defense Superior Service Medal
- Legion of Merit
- Distinguished Flying Cross
- Air Medal
- Air Force Commendation Medal
- Presidential Unit Citation
- Joint Meritorious Unit Award
- Air Force Outstanding Unit Award
- Air Force Organizational Excellence Award
- Combat Readiness Medal
- National Defense Service Medal
- Armed Forces Expeditionary Medal
- Vietnam Service Medal
- Southwest Asia Service Medal
- Armed Forces Service Medal
- Air Force Longevity Service Award
- Gallantry Cross (Südvietnam)
- NATO-Medaille
- Vietnam Campaign Medal (Südvietnam)
- Kuwait Liberation Medal (Saudi-Arabien)
- Kuwait Liberation Medal (Kuwait)